# 待ちきれない
「待ちきれない」（まちきれない）は、ゴスペラーズ6作目のシングル。1996年11月1日にキューンミュージックから発売された。

## 解説
発売当初は8cmCDシングルであったが、2002年9月19日の再発売時に現在の仕様にあわせて12cmCDシングルで発売された。

## 収録曲
1. 待ちきれない
  - 作詞：安岡優／作曲：岩田雅之／編曲：岩田雅之
2. AIR MAIL
  - 作詞：安岡優／作曲：北山陽一／編曲：BANANA ICE、北山陽一
3. 待ちきれない～no lead vocal